# Прихисток
«Прихисток» — найбільший сервіс пошуку безплатного житла для українських біженців і вимушено переміщених осіб в Україні та за кордоном. Соціальна ініціатива, започаткована Галиною Янченко 24 лютого 2022 року, у перший день повномасштабного вторгнення росії в Україну.
Ініціатива працює на базі сайту prykhystok.gov.ua, який створено за принципом дошки оголошень: одні люди залишають повідомлення про можливість прихистити переселенців, інші — знаходять варіанти тимчасового прихистку для себе і своїх родин.
Головна умова — житло має надаватися безкоштовно. Станом на січень 2023 року на сайті доступно близько 16 тисяч оголошень: 13 тисяч в різних регіонах України і 3 тисячі — за кордоном. Сайт перекладено 40 мовами.
У квітні 2022 року ініціатива «Прихисток» отримала статус державної програми, згідно з якою уряд виплачує власникам житла, котрі прихистили вимушених переселенців, компенсацію вартості комунальних послуг.

## Історія
Ідея створення онлайн-платформи для пошуку безкоштовного житла для ВПО виникла 24 лютого 2022.
До започаткування ініціативи Галину Янченко і команду волонтерів підштовхнув досвід роботи в Донецькій і Луганській областях у 2014—2017 роках. Тоді держава не змогла фізично забезпечити житлом велику кількість переселенців, які тікали з окупованих територій. Через це багато хто змушений був повернутися в окупацію.
Спершу сайт працював на домені prykhystok.in.ua. Поступово до функціоналу додавалися нові функції. Тепер, зокрема, можна «поскаржитися на оголошення», якщо в ньому вказана хибна інформація або власник вимагає гроші. Також з'явилися фільтри для зручнішого пошуку житла: щодо тривалості розміщення та кількості людей, яких готові прихистити, можливості поселитися з дітьми, домашніми тваринами тощо.
Через тиждень після запуску сайт почав працювати за кордоном. Його перекладено 40 мовами.
У квітні 2022 року за ініціативи Галини Янченко і після переговорів з Міністерством розвитку громад та територій уряд запустив державну програму компенсації вартості комунальних послуг для українців, які виступають хостами і безкоштовно надають житло переселенцям.
Сайт «Прихисток» став складовою цієї державної програми та перейшов на домен prykhystok.gov.ua.
Відповідну постанову Кабінет Міністрів України ухвалив 19 березня 2022 року. «Прихисток» увійшов до пакету президентських ініціатив щодо соціальної підтримки українців, котрі постраждали від війни.

## Структура сайту
На сайті prykhystok.gov.ua власники житла, які готові безкоштовно прихистити у себе вдома українських біженців, залишають оголошення про вільне житло та свої контакти. А люди, які потребують житла, можуть одразу його знайти та забронювати.
У процесі спілкування між власниками житла та потенційними жильцями не задіяні державні органи, люди спілкуються один з одним напряму.

### Для тих, хто надає житло
Щоб запропонувати житло, потрібно зареєстурватися на сайті. Це простий процес, реєстрація відбувається у кілька кліків. Потрібно ввести свій e-mail, номер телефону та розмістити оголошення.
Власник житла може запропонувати для проживання квартиру, будинок, дачний будинок, кімнату, або будь-який інший варіант, придатний для проживання.
Єдина умова: житло має пропонуватися безкоштовно.

### Для тих, хто шукає житло
Для того, щоб скористатись сайтом та побачити пропозиції вільного житла, достатньо просто обрати регіон чи країну, продзвонити вільні варіанти та обрати місце. 
Платформа дозволяє знайти варіанти житла як в Україні, так і за кордоном. Це може бути варіант житла як на кілька днів, так і для довгострокового проживання. Працює система фільтрів, яка дозволяє швидше підібрати варіант, який підійде в кожному окремому випадку.

### Інші функції
Також на сайті розміщено покрокову інструкцію для отримання компенсації на сплату комунальних послуг, калькулятор розрахунку суми виплат за цією програмою, відповіді на поширені запитання та вказано кількість вільних місць по окремих регіонах.

## Компенсація на сплату комунальних послуг
Відповідно до постанови уряду від 19 березня 2022 року власники житла, які прихистили біженців із зони бойових дій чи районів, що перебувають під обстрілами, мають право отримати від держави компенсацію на сплату комунальних послуг.
З квітня 2022 року розмір відшкодувань складав 14,77 грн за одну людину на добу. Максимальна сума за місяць становила 457 грн за кожного прийнятого переселенця.
За липень 2022 року уряд затвердив на компенсацію більше 114 мільйонів гривень. У серпні 2022 року — майже 117 мільйонів гривень.
У серпні 2022 року Кабмін розширив перелік людей, які можуть брати участь у програмі «Прихисток». Зокрема, було знято вікові обмеження: дати прихисток для ВПО з того часу може будь-який власник помешкання, незалежно від досягнення ним повноліття.
30 вересня уряд ухвалив постанову про збільшення суми компенсації на період опалювального сезону — до 30 гривень на добу або ж до 900 гривень на місяць за одну людину. Тобто за прихисток родини з 4 осіб можна отримати до 3600 грн компенсації від держави.
Проектом компенсації вартості комунальних послуг керує Міністерство розвитку громад та територій у тісній співпраці з місцевою владою. Гроші виплачують за рахунок державного та місцевих бюджетів, коштів підприємств, установ та організацій, іноземних держав та міжнародних організацій у вигляді благодійної, гуманітарної та матеріальної допомоги, а також добровільних пожертв фізичних і юридичних осіб, благодійних організацій та громадських об'єднань у безготівковій формі за зазначеними у заяві банківськими реквізитами за умови відсутності заборгованості за житлово-комунальні послуги.

## Соціальне значення
За час роботи онлайн-платформи «Прихисток» її відвідали близько 4 мільйонів користувачів.
Більше 1 мільйона українців знайшли безкоштовне тимчасове житло завдяки сайту «Прихисток» і тому, що мільйони небайдужих українців долучилися до ініціативи Галини Янченко.
Понад 760 тисяч українців подали заяви на компенсацію на сплату комунальних послуг. 